# Some of My Best Friends Are...
Some of My Best Friends Are... é um filme de drama escrito e dirigido por Mervyn Nelson. Lançado em 1971, foi protagonizado por Fannie Flagg, Rue McClanahan e Candy Darling.

## Sinopse
Na Véspera de Natal de 1971 em Greenwich Village de Manhattan, um grupo de gays e lésbicas se encontram no Blue Jay Bar para falar de suas vidas e relacionamentos.[carece de fontes?]

## Elenco
- Fannie Flagg como Helen
- Rue McClanahan como Lita Joyce
- Candy Darling como Karen/Harry
- David Drew como Howard
- Tom Bade como Tanny
- Jim Enzel como Gable
- Jeff David como Leo
- Nick Denoia como Phil
- Clifton Steere como Gertie
- James Murdock como Clint
- Paul Blake como Kenny
- Carleton Carpenter como Miss Untouchable
- Robert Christian como Eric
- Dick O'Neill como Tim
- Gary Campbell como Terry
- Gil Gerard como Scott
- Lou Steele como Barrett
- Uva Harden como Michel
- Ben Yaffe como Marvin
- Gary Sandy como Jim
- Peg Murray como mãe de Terry
- Sylvia Syms como Sadie